# Тандон, Лекх
Лекх Тандон (англ. Lekh Tandon; 13 февраля 1929, Лахор, — 15 октября 2017, Мумбаи) — индийский режиссёр, сценарист и актёр, работавший в индустрии кино на хинди. Лауреат Filmfare Award за лучший сценарий.

## Биография
Лех Тандон родился 13 февраля 1929 года в Лахоре (ныне территория Пакистана).
В 1950-х он несколько лет работал помощником режиссёров Кидара Шарма и Раджа Капура. В 1962 году Тандон дебютировал как режиссёр, сняв фильм Professor. Картина имела необыкновенный успех, который однако частично вызван успехом, взорвавших чарты, песен «Ae gulbadan» и «Aawaz deke humein tum bulao» на музыку дуэта композиторов Шанкар-Джайкишан.
Его второй фильм — историческая драма «Амрапали», вышедшая четырьмя годами позже, провалилась в прокате. Несмотря на это в том году фильм был выдвинут на соискание премии «Оскар», а спустя годы признан классикой индийского кино.
В 1977 году на пике популярности мультизвёздных проектов режиссёром был снят фильм Dulhan Wahi Jo Piya Man Bhaye. Главные роли в нём сыграли три актёра-дебютанта, тем не менее успех картины был сравним с успехом вышедших в тот же год фильмов Манмохана Десаи: «Вечная сказка любви» и «Амар, Акбар, Энтони». Dulhan Wahi Jo Piya Man Bhaye также принёс Тандону премию Filmfare за лучший сценарий.
В конце 1980-х годов режиссёр переключился на создание сериалов. Среди его работ на телевидении наиболее известны Phir Wahi Talash (1989—1990) и Farmaan (1994). В его первом сериале Dil Dariya (1988) сыграл одну из своих первых ролей будущий «Король Болливуда» Шахрух Хан. Впоследствии Тандон снялся вместе с Ханом в фильмах «Возвращение на Родину» (2004) и «Ченнайский экспресс» (2013). Его последней работой на телевидении стал сериал Aisa Des Hai Mera в 2006 году.
Последние месяцы своей жизни Тандон был прикован к постели. Режиссёр скончался 15 октября 2017 года в 17:38 в своём доме в Мумбаи.